# 叶卡捷林娜·布达诺娃
叶卡捷琳娜·瓦西里耶夫娜·布达诺娃（英語：Yekaterina Vasilyevna Budanova, 1916年—1943年），绰号卡佳（Katya），是第二次世界大战期间苏联空军的一名战斗机驾驶员，与莉迪亚·利特维亚克齐名女王牌飞行员。
她在苏德战争中战果确定为11架敌机（单独击落6架，共同击落5架），1993年10月1日，被追授“ 俄罗斯联邦英雄”称号。
1. ↑  . Identify Medals.   [2024-04-03]. （原始内容存档于2024-04-03）.